# Les Agites
Les Agites (1569 m. ü. M.) ist ein hoher Alpenpass im Kanton Waadt in der Schweiz.
Bei Les Agites führt eine Strasse im Kanton Waadt vorbei, welche Yvorne und La Lécherette verbindet. Die Wasserscheide zwischen Rhone und Rhein befindet sich bei Ayerne und liegt tiefer als der höchste Punkt der Strasse, welche um den Bergrücken herumführt. Es handelt sich also nicht um einen eigentlichen Passübergang, ein solcher startet als Saumpfad bei Roche (VD).
Die Südseite der Strasse liegt im Rhonetal. Der 12 km lange Aufstieg nach Les Agites erfolgt über diverse Serpentinen. In der Mitte des Aufstiegs liegt die Ortschaft Corbeyrier. Vor dem höchsten Punkt durchquert man einen ca. 300 Meter langen Tunnel, eine typische Verbindungsstrasse, wie sie von der Schweizer Armee an vielen Orten erstellt wurde.
Die Nordseite der Strasse ist wesentlicher flacher und führt am Südufer des Lac de l’Hongrin entlang. Dieser Teil der Strasse ist allerdings nur in den Sommermonaten an Samstagen sowie Sonntagen für den privaten motorisierten Verkehr geöffnet. Bei der Ortschaft La Lécherette mündet die Strecke in die Col-des-Mosses Passstrasse.
Die Veloroute V4 von «Veloland Schweiz» benutzt diesen Pass.